# 12 Pułk Artylerii Górskiej (austro-węgierski)
Pułk Artylerii Górskiej Nr 12 (GAR. 12) – pułk artylerii górskiej cesarskiej i królewskiej Armii.

## Historia pułku
Z dniem 6 kwietnia 1908 roku weszła w życie nowa organizacja artylerii, w ramach której dotychczasowa Komenda Inspekcji Artylerii Sarajewo (niem. Artillerieinspizierungskommando 3. Sarajevo) z podległą jej 3. Baterią Górską (niem. 3 Gebirgsbatterien) została przekształcona w 6. Pułk Artylerii Górskiej.
1 marca 1913 roku oddział został przemianowany na Pułk Artylerii Górskiej Nr 12. Równocześnie w Travniku został utworzony nowy Pułk Artylerii Górskiej Nr 6.
Pułk stacjonował w Tuzli na terytorium 15 Korpusu i wchodził w skład 2 Brygady Artylerii Górskiej. Do 1913 roku pułk pod względem taktycznym był podporządkowany komendantowi 11 Brygady Górskiej w Tuzli.
W 1913 roku została utworzona kadra zapasowa pułku. Kadra mieściła się w Sybinie (węg. Nagyszeben) na terytorium 12 Korpusu, z którego pochodzili rekruci.

## Komendanci pułku
- mjr / płk Ottokar Hermann (1908[1] – 1913[7])
- ppłk / płk Franz Murko (1913 – 1915[6])